# Tetraopes tetrophthalmus
Tetraopes tetrophthalmus là một loài bọ cánh cứng trong họ Cerambycidae.

## Hình ảnh

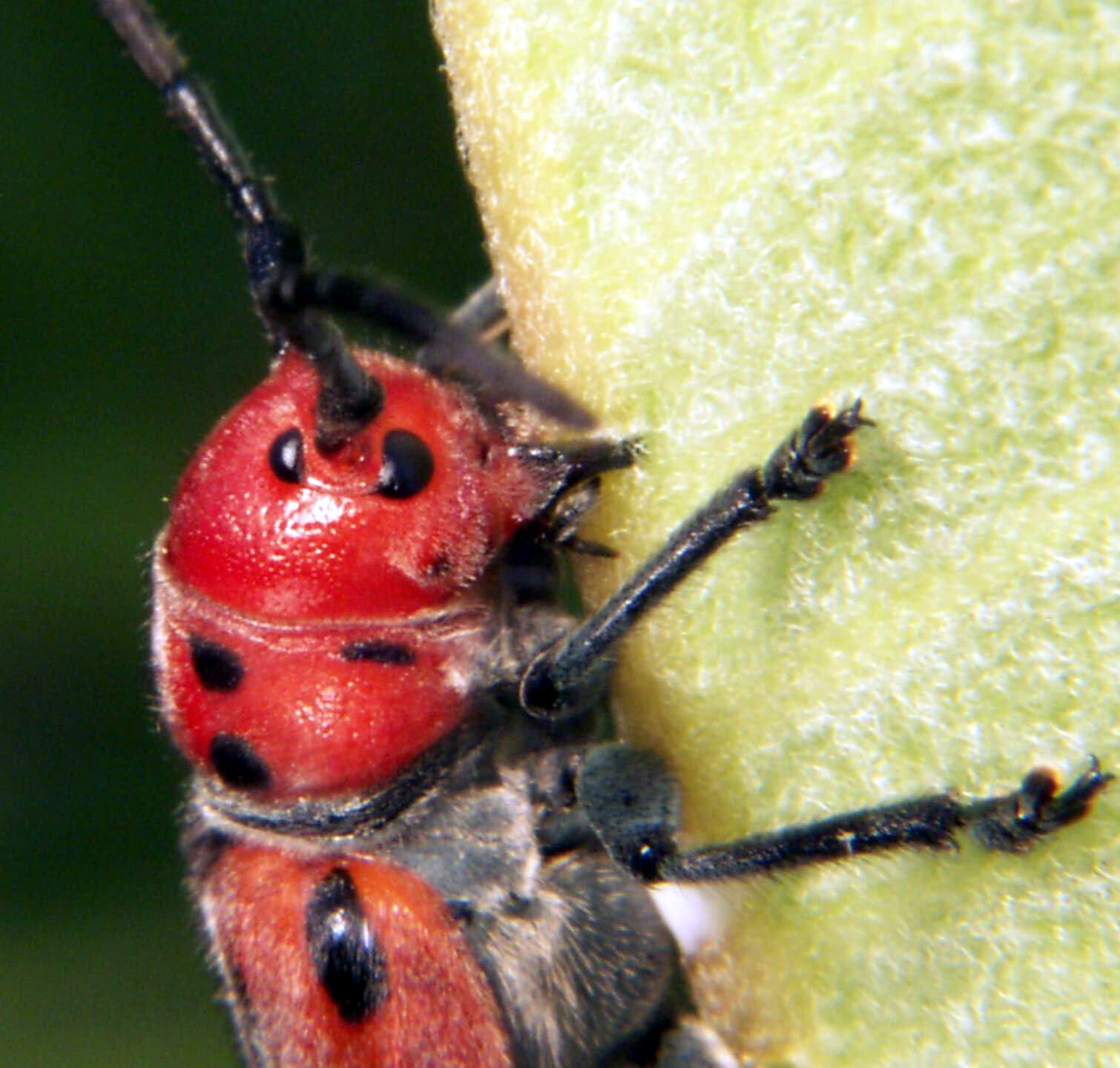
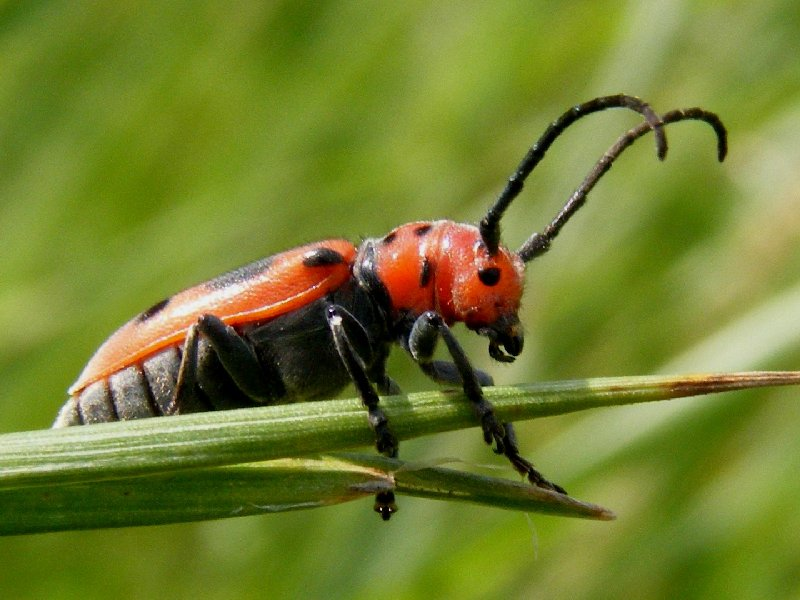
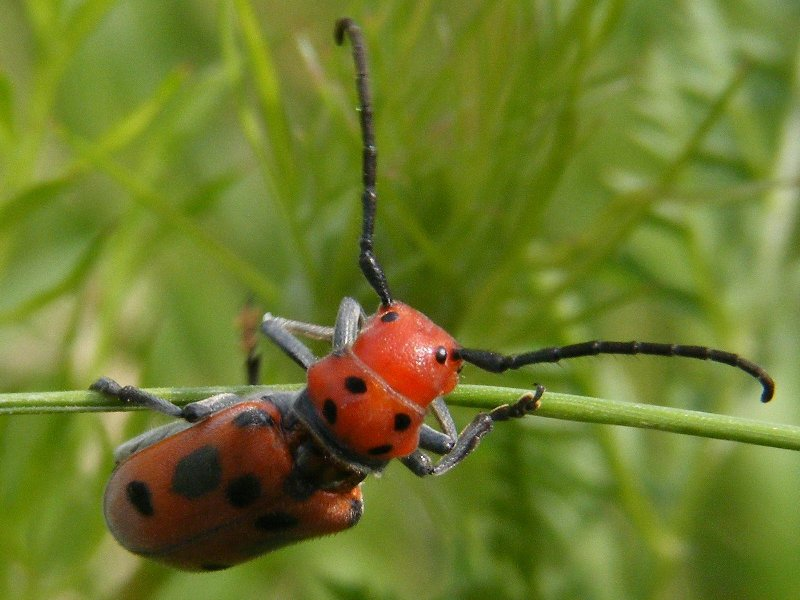
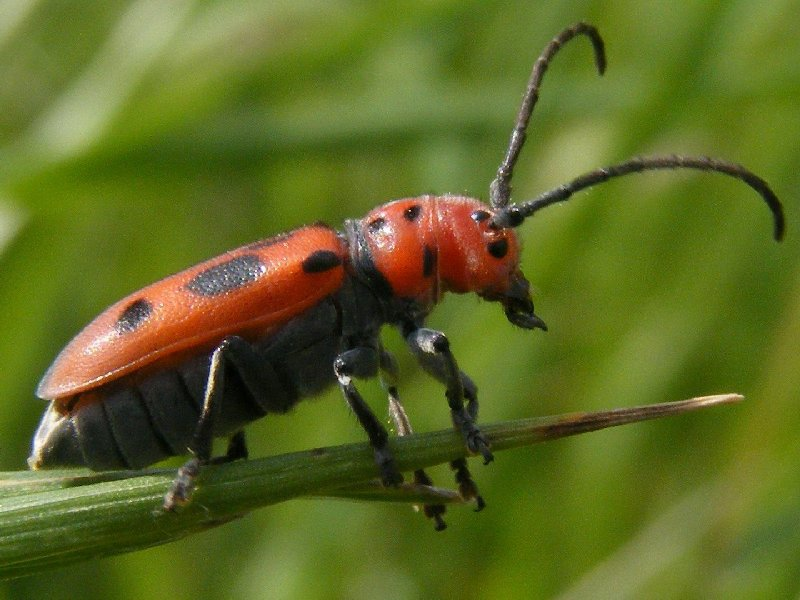